# Pecheneg
Pecheneg hoặc Patzinak là một nhóm người bán du mục Turk từ Trung Á nói tiếng Pecheneg thuộc nhánh Oghuz của ngữ hệ Turk.

## Tên dân tộc
Người Pecheneg được đề cập với tên là Bjnak, Bjanak hoặc Bajanak trong các văn bản tiếng Ả Rập và tiếng Ba Tư thời trung cổ, như Be-ča-nag trong các tài liệu cổ điển của Tây Tạng, như Pačanak-i trong các tác phẩm viết bằng tiếng Gruzia. Anna Komnene và các tác giả Byzantine khác gọi chúng là Patzinakoi hoặc Patzinakitai. Trong các văn bản Latinh thời trung cổ, người Pechs được gọi là Pizenaci, Bisseni hoặc Bessi. dân Đông Slav sử dụng thuật ngữ PečITEDi hoặc Pečenezi, trong khi người Ba Lan đề cập đến họ như Pieczyngowie hoặc Piecinigi. Từ tiếng Hungary có nghĩa là Pecheneg là ambenyő; thuật ngữ Rumani là "Pecanegi" 
Theo Max Vasmer và một số nhà nghiên cứu khác, từ dân tộc học có thể bắt nguồn từ từ tiếng Turk cổ có nghĩa là "anh rể, họ hàng (baja, baja-naq hoặc bajinaq; tiếng Turkmen: baja và tiếng Thổ Nhĩ Kỳ: bacanak), ngụ ý rằng ban đầu nó đề cập đến một "bộ tộc hoặc bộ lạc sui gia". 
Trong tác phẩm của Mahmud Kashgari thứ 11 thế kỷ Diwan lughāt al-turk (tiếng Ả Rập: ديوان لغات الترك), tên Beçenek có hai nghĩa. Nghĩa đầu tiên là "một quốc gia Thổ Nhĩ Kỳ sống quanh đất nước Rum ", trong đó Rum là từ tiếng Thổ Nhĩ Kỳ của Đế chế Đông La Mã (Đế quốc Byzantine). Định nghĩa thứ hai của Kashgari về Beçenek là "một nhánh của Oghuz Turks "; sau đó ông mô tả Oghuz được hình thành từ 22 nhóm bộ lạc, trong đó nhánh thứ 19 được đặt tên là Beçenek.
Pecheneg được nhắc đến như một trong 24 bộ lạc cổ xưa của Oghuzes bởi chính khách và nhà sử học thế kỷ thứ 14 của Ilkhanate, được cai trị bởi Iran Rashid-al-Din Hamadani trong tác phẩm Jāmiʿ al-Tawārīkh ("Compendium of Chronicles") người thể hiện sự háo hức ". Tác phẩm Khan Khan của Khan của Khiva và nhà sử học Abu al-Ghazi Bahadur thế kỷ 17 đã đề cập đến những người pechene là bechene trong số 24 bộ lạc cổ của Turkmens (hay Oghuzes) trong cuốn sách của ông Shajare-i Tarakime (của Phả hệ của Turkmen). "người làm việc, người sản xuất".
Ba trong số tám "tỉnh" hoặc gia tộc được gọi chung là Kangar. Theo Constantine VII porphyrogenitus, Kangar nhận được tên gọi chung này vì "họ dũng cảm và cao quý hơn những bộ lạc còn lại" và đó là những gì mà tên chung Kangar biểu thị".  Do không có chữ Thổ Nhĩ Kỳ với ý nghĩa tương tự được biết đến, Armin Vámbéry kết nối tên này với từ trong tiếng Kyrgyz kangir ("nhanh nhẹn"), kangirmak ("đi ra ngoài cưỡi") và kani-kara ("đen huyết thống "), trong khi Carlile Aylmer Macartney liên kết nó với băng đảng từ Chagatai (" cỗ xe "). Omeljan Pritsak đề xuất rằng tên ban đầu là một thuật ngữ tổng hợp (Kängär As) bắt nguồn từ chữ Tocharian nghĩa là đá (kank) và từ dân tộc Iran là As. Nếu giả thuyết sau là hợp lệ, từ nguyên của người Kangar cho thấy các yếu tố Iran đã góp phần vào sự hình thành của người Pecheneg.

## Sách tham khảo